# Jeff Frazier
Pour les articles homonymes, voir Frazier.
Jeffrey Keith Frazier (né le 10 août 1982 à Point Pleasant, New Jersey, États-Unis) est un voltigeur de baseball qui joue dans la Ligue majeure avec les Tigers de Détroit en 2010.

## Carrière
Joueur de l'Université Rutgers à New Brunswick, New Jersey, Jeff Frazier est un choix de troisième ronde des Tigers de Detroit en 2004.
À quelques jours de son 28e anniversaire de naissance, Frazier fait ses débuts dans les majeures dans un match opposant les Tigers aux Red Sox de Boston, le 30 juillet 2010 à Fenway Park. Il soutire un but-sur-balles et marque un point dans cette rencontre. Le lendemain, 31 juillet, toujours contre Boston, il réussit son premier coup sûr dans les grandes ligues, un simple aux dépens de Daisuke Matsuzaka. Frazier dispute 9 parties pour les Tigers en 2010 avant de paser la saison 2011 dans les ligues mineures chez les Chiefs de Syracuse, un club-école des Nationals de Washington.
Après avoir amorcé 2012 chez les Broncos de Reynosa de la Ligue mexicaine de baseball, il est de nouveau mis sous contrat par les Tigers de Détroit le 2 mai.

## Vie personnelle
Jeff Frazier est le frère cadet du joueur de baseball Todd Frazier.